# Shalom Turgeman
Shalom Turgeman, (en hébreu : פפי תורג'מן), né le 7 avril 1970, à Jérusalem, en Israël, est un joueur israélien de basket-ball. Il évolue durant sa carrière au poste de meneur.

## Palmarès
- Coupe d'Israël 1996, 1997